# Groupe Les Indépendants – République et territoires
Ne doit pas être confondu avec Groupe Libertés, indépendants, outre-mer et territoires ou Groupe République et liberté.
Le groupe Les Indépendants – République et territoires (LIRT), anciennement groupe République et territoires – Les Indépendants (RTLI), est un groupe parlementaire français rassemblant au Sénat des élus issus du parti Horizons, du Parti radical et des divers droite.

## Création
Le 2 octobre 2017, Claude Malhuret (Les Républicains) annonce la création d’un groupe composé de onze sénateurs issus de son parti et de l'UDI. La sénatrice Fabienne Keller, qui a promu la création du groupe, reste membre du groupe LR,.
Le groupe est vu comme le pendant sénatorial du groupe « Les Constructifs » ayant existé à l’Assemblée nationale en 2017.

## Ligne politique
Parmi les instigateurs du groupe figurent trois sénateurs ayant soutenu Alain Juppé lors de la primaire de la droite et du centre de 2016 (Claude Malhuret, Jérôme Bignon et Fabienne Keller). Ses membres se réclament d'une « ligne de centre droit libérale, européenne et sociale ».
Dans sa déclaration constitutive d’octobre 2017, le groupe indique : « Le Sénat est concerné au premier chef par l’inévitable recomposition politique. La famille libérale, sociale et européenne doit en prendre l’initiative plutôt que de la subir. L’affirmation de son identité et de ses idées passe par la création d’un groupe autonome, seule façon de peser dans une assemblée parlementaire. S’inscrivant dans la majorité sénatoriale, ce groupe travaillera de façon libre et indépendante, refusant toute opposition systématique comme tout suivisme ».

## Organisation

### Président
| Nom             | Parti | Parti | Dates                    |
| --------------- | ----- | ----- | ------------------------ |
| Claude Malhuret |       | HOR   | Depuis le 2 octobre 2017 |

### Secrétaire général
- depuis 2017 : Xavier Fournier

## Effectifs et dénominations
| Année | Nom                                          | Abréviation | Membres | App. | Ratt. | Total | Évolution | %    |
| ----- | -------------------------------------------- | ----------- | ------- | ---- | ----- | ----- | --------- | ---- |
| 2017  | République et territoires – Les Indépendants | RTLI        | 10      | 1    | 0     | 11    | Nv.       | 3,16 |
| 2020  | Les Indépendants – République et territoires | LIRT        | 11      | 1    | 1     | 13    | 2         | 3,74 |
| 2023  | Les Indépendants – République et territoires | LIRT        | 17      | 0    | 1     | 18    | 5         | 5,17 |

## Composition

### Composition actuelle
| Série | Nom                            | Parti | Parti        | Circonscription  | Date        |
| ----- | ------------------------------ | ----- | ------------ | ---------------- | ----------- |
| 1     | Vincent Louault                |       | HOR          | Indre-et-Loire   | Depuis 2023 |
| 1     | Jean-Luc Brault                |       | HOR          | Loir-et-Cher     | Depuis 2023 |
| 1     | Pierre-Jean Rochette           |       | PRV          | Loire            | Depuis 2023 |
| 1     | Joël Guerriau                  |       | DVD (ex-HOR) | Loire-Atlantique | Depuis 2017 |
| 1     | Emmanuel Capus                 |       | HOR          | Maine-et-Loire   | Depuis 2017 |
| 1     | Corinne Bourcier               |       | HOR          | Maine-et-Loire   | Depuis 2023 |
| 1     | Cédric Chevalier               |       | HOR          | Marne            | Depuis 2023 |
| 1     | Dany Wattebled                 |       | DVD          | Nord             | Depuis 2017 |
| 1     | Marie-Claude Lermytte          |       | DVD          | Nord             | Depuis 2023 |
| 1     | Louis Vogel                    |       | HOR          | Seine-et-Marne   | Depuis 2023 |
| 1     | Laure Darcos                   |       | HOR          | Essonne          | Depuis 2023 |
| 2     | Pierre-Jean Verzelen           |       | HOR          | Aisne            | Depuis 2020 |
| 2     | Marc Laménie                   |       | HOR          | Ardennes         | Depuis 2024 |
| 2     | Claude Malhuret (président)    |       | HOR          | Allier           | Depuis 2017 |
| 2     | Vanina Paoli-Gagin (rattachée) |       | HOR          | Aube             | Depuis 2020 |
| 2     | Alain Marc                     |       | DVD          | Aveyron          | Depuis 2017 |
| 2     | Daniel Chasseing               |       | PRV          | Corrèze          | Depuis 2017 |
| 2     | Pierre Médevielle              |       | HOR          | Haute-Garonne    | Depuis 2020 |
| 2     | Jean-Pierre Grand              |       | HOR          | Hérault          | Depuis 2022 |
| 2     | Cyril Pellevat                 |       | LR           | Haute-Savoie     | Depuis 2025 |

### Composition de 2020 à 2023
| Série | Nom                            | Parti | Parti         | Circonscription  | Date        |
| ----- | ------------------------------ | ----- | ------------- | ---------------- | ----------- |
| 2     | Pierre-Jean Verzelen           |       | DVD           | Aisne            | Depuis 2020 |
| 2     | Claude Malhuret (président)    |       | HOR (ex-Agir) | Allier           | Depuis 2017 |
| 2     | Vanina Paoli-Gagin (rattachée) |       | DVD           | Aube             | Depuis 2020 |
| 2     | Alain Marc                     |       | PRV           | Aveyron          | Depuis 2017 |
| 2     | Daniel Chasseing               |       | PRV           | Corrèze          | Depuis 2017 |
| 2     | Pierre Médevielle              |       | HOR (ex-Agir) | Haute-Garonne    | Depuis 2020 |
| 2     | Jean-Pierre Grand              |       | HOR (ex-LR)   | Hérault          | Depuis 2022 |
| 1     | Jean-Louis Lagourgue           |       | DVD           | La Réunion       | Depuis 2017 |
| 1     | Joël Guerriau                  |       | HOR (ex-UDI)  | Loire-Atlantique | Depuis 2017 |
| 1     | Emmanuel Capus                 |       | HOR (ex-Agir) | Maine-et-Loire   | Depuis 2017 |
| 1     | Franck Menonville              |       | UDI           | Meuse            | Depuis 2019 |
| 1     | Dany Wattebled                 |       | DVD           | Nord             | Depuis 2017 |
| 1     | Jean-Pierre Decool (apparenté) |       | DVD           | Nord             | Depuis 2017 |
| 1     | Colette Mélot                  |       | HOR (ex-Agir) | Seine-et-Marne   | Depuis 2017 |

### Composition de 2017 à 2020
À sa fondation, le groupe est composé de 10 membres et un apparenté.
| Série | Nom                            | Parti | Parti         | Circonscription  | Date        |
| ----- | ------------------------------ | ----- | ------------- | ---------------- | ----------- |
| 1     | Jean-Louis Lagourgue           |       | DVD           | La Réunion       | Depuis 2017 |
| 1     | Joël Guerriau                  |       | UDI           | Loire-Atlantique | Depuis 2017 |
| 1     | Emmanuel Capus                 |       | Agir (ex-LR)  | Maine-et-Loire   | Depuis 2017 |
| 1     | Franck Menonville              |       | UDI           | Meuse            | Depuis 2019 |
| 1     | Dany Wattebled                 |       | DVD (ex-UDI)  | Nord             | Depuis 2017 |
| 1     | Jean-Pierre Decool (apparenté) |       | DVD (ex-LR)   | Nord             | Depuis 2017 |
| 1     | Colette Mélot                  |       | Agir (ex-LR)  | Seine-et-Marne   | Depuis 2017 |
| 2     | Claude Malhuret (président)    |       | Agir (ex-LR)  | Allier           | Depuis 2017 |
| 2     | Alain Marc                     |       | MR            | Aveyron          | Depuis 2017 |
| 2     | Daniel Chasseing               |       | MR            | Corrèze          | Depuis 2017 |
| 2     | Michel Amiel                   |       | DVG (ex-LREM) | Bouches-du-Rhône | Depuis 2020 |
| 2     | Jérôme Bignon                  |       | Agir (ex-LR)  | Somme            | Depuis 2017 |
| 2     | Alain Fouché                   |       | LR            | Vienne           | Depuis 2017 |
| 2     | Robert Laufoaulu               |       | DVD           | Wallis-et-Futuna | Depuis 2018 |